# Earth 2
Earth 2 ist eine US-amerikanische Science-Fiction-Fernsehserie aus den Jahren 1994 bis 1995, die im Auftrag von Universal Television durch Michael Duggan für den US-Sender NBC produziert wurde. Ihre Erstausstrahlung hatte die Serie am 6. November 1994 bei NBC. In Deutschland lief die Serie erstmals ab Oktober 1995 bei RTL und in der ersten Jahreshälfte 2008 in der ARD sowie in der ersten Jahreshälfte 2009 auf Eins Festival. In Österreich und in der Schweiz erfolgte die Ausstrahlung ab November 1996 auf ORF 1 beziehungsweise auf SF zwei. Auch in Frankreich zeigte man Earth 2 im gleichen Jahr auf Canal Jimmy und 2006 auf dem dortigen Syfy-Ableger.
In Deutschland ist die Serie am 21. Oktober 2010 auf DVD erschienen.

## Handlung
Die Umweltbedingungen auf der Erde sind katastrophal und daher ist sie im Jahr 2184 größtenteils nicht mehr bewohnbar. Menschen, die es sich leisten können, leben auf überbevölkerten Raumstationen. Wegen einer mit einer mysteriösen Immunschwäche verbundenen Krankheit (Syndrom genannt) bei ihrer Nachkommenschaft – von der angenommen wird, dass sie durch die Bedingungen in den Raumstationen hervorgerufen wird – suchen die Menschen nach einem neuen Heimatplaneten. Geeignet scheint ihnen der im G88-System befindliche erdähnliche Planet G889 – genannt Earth 2 – in 22 Lichtjahren Entfernung zu sein.
Gegen die Ansichten der Erdregierung respektive des Ratsgremiums der Raumstationen plant die Milliardärin Devon Adair, deren Sohn Ulysses ebenfalls am Syndrom erkrankt ist, Kolonisten – mehrheitlich Familien mit sogenannten Syndromkindern – im Rahmen des Eden-Projekts auf Earth 2 anzusiedeln. Nach einem überstürzten Abflug aufgrund eines Versuchs der Regierung, das Raumschiff zu zerstören, und einem 22-jährigen Flug im Kälteschlaf nach G889, muss das Vorhutschiff beim Absetzen der Fracht im Orbit des Planeten evakuiert werden.
Nach der Bruchlandung mit einer Rettungskapsel stellt die auf 17 Personen dezimierte Besatzung des Vorhutschiffs fest, dass sie Tausende von Kilometern vom geplanten Landeort auf dem Planeten entfernt ist. Mit minimaler Ausrüstung folgt ein monatelanger Marsch nach „New Pacifica“, dem geplanten Landeort der nachfolgenden Familien mit ihren „Syndromkindern“. Während dieser Zeit müssen sie sich dem Leben auf dem Planeten anpassen. Unter anderem findet die Gruppe heraus, dass der „lebendige“ Planet mit den Terrianern und Grendlern intelligentes Leben hervorgebracht hat. Gerade die Terrianer – ein unterirdisch lebendes Volk – sind mit dem Planeten eng verbunden und können über die Träume der Menschen mit ihnen kommunizieren. Zudem hatten sie die Macht, Adairs Sohn Ulysses von seiner Krankheit zu heilen, indem sie ihn zu ihresgleichen machten. Bald muss die Gruppe aber auch erkennen, dass ihnen auch Gefahren durch Menschen drohen, da Earth 2 vor Jahren als Strafkolonie für Verbrecher benutzt wurde und der Hohe Rat der Raumstationen plant, Millionen von weiteren Menschen auf dem Planeten anzusiedeln.

## Produktion
Gedreht wurde die Serie bei Santa Fe in der Wildnis von New Mexico, da nach einem geeigneten Drehort gesucht wurde, der möglichst „außerirdisch“ wirken sollte.
Während der ersten Staffel fiel der Marktanteil der Serie von 21 auf 9 Prozent. Der Fernsehsender NBC als auch die Produktionsfirma Universal waren damit nicht zufrieden. Man trennte sich deshalb von Produzent Michael Duggan und ersetzte ihn durch Gil Grant. Dieser hatte die Aufgabe erhalten, das Konzept der Serie für eine mögliche zweite Staffel zu ändern und massentauglicher zu machen.
Das neue Konzept sah weitreichende Änderungen in der Serie vor. So sollten unter anderem zwei Hauptrollen aus der Serie gestrichen und durch neue ersetzt werden. Die verbleibenden Figuren hätten ebenfalls eine Änderung erfahren sollen. Vorgesehen war ein starker männlicher Gruppenführer, die Entwicklung spezieller Fertigkeiten bei den vorhandenen männlichen Figuren, wie zum Beispiel übermenschliche Kräfte, spezielle Kampfkünste, und weniger dominante weibliche Figuren (Romantisierung). Zudem sollten einige der bereits entdeckten Spezies auf Earth 2 durch neue ersetzt werden.
Da der Sender NBC mit dem neuen Konzept aber nicht zufrieden war, beschloss er die Serie daraufhin einzustellen. Wenig später bekundete der Sender UPN Interesse daran, die Serie in ihr Programm aufzunehmen, wohl auch, weil einer der Verantwortlichen ein Fan der Serie war. Da auch dieser allerdings mit der Neuausrichtung der Serie nicht einverstanden war, brachen sie die Verhandlungen ab.

## Episodenliste
| Nummer | Deutscher Titel                               | Originaltitel                           | Erstausstrahlung USA | Deutschsprachige Erstausstrahlung (D) | Regie                 | Drehbuch |
| ------ | --------------------------------------------- | --------------------------------------- | -------------------- | ------------------------------------- | --------------------- | --- |
| 01     | Aufbruch ins Unendliche (Pilotfilm zur Serie) | First Contact                           | 6. Nov. 1994         | 29. Okt. 1995                         | Scott Winant          | Handlung: Michael Duggan, Carol Flint, Mark Levin & Billy Ray Schauspiel: Michael Duggan, Carol Flint & Mark Levin |
| 02     | Der unheimliche Fremde                        | The Man Who Fell to Earth (Two)         | 13. Nov. 1994        | 5. Nov. 1995                          | Félix Enríquez Alcalá | Mark Levin |
| 03     | Geheimprojekt E-2                             | Life Lessons                            | 20. Nov. 1994        | 12. Nov. 1995                         | Daniel Sackheim       | Jennifer Flackett                                                                                                  |
| 04     | Der Zauber des Bösen                          | Promises, Promises                      | 27. Nov. 1994        | 19. Nov. 1995                         | Félix Enríquez Alcalá | P.K. Simonds |
| 05     | Der tödliche Virus                            | A Memory Play                           | 4. Dez. 1994         | 26. Nov. 1995                         | Deborah Reinisch      | Jennifer Flackett & Mark Levin                                                                                     |
| 06     | Einer dreht durch                             | Natural Born Grendlers                  | 28. Mai 1995         | 3. Dez. 1995                          | Michael Grossman      | Jennifer Flackett & P.K. Simonds Handlung: Carl Cramer & David Solmonson                                           |
| 07     | Kein Leben ohne Wasser                        | Water                                   | 11. Dez. 1994        | 10. Dez. 1995                         | Joe Napolitano        | Carol Flint |
| 08     | Zweiter Versuch                               | The Church of Morgan                    | 18. Dez. 1994        | 17. Dez. 1995                         | Joe Napolitano        | Michael Duggan |
| 09     | Das Gen-Experiment                            | The Enemy Within                        | 8. Jan. 1995         | 7. Jan. 1996                          | John Harrison         | Michael Berlin & Eric Estrin                                                                                       |
| 10     | Ein Verrat wird gerächt                       | Redemption                              | 22. Jan. 1995        | 14. Jan. 1996                         | Joe Ann Fogle         | Arthur Sellers |
| 11     | Die Ausgestoßenen                             | Moon Cross                              | 5. Feb. 1995         | 21. Jan. 1996                         | Sandy Smolan          | Carol Flint |
| 12     | Der Stein der Zukunft, Teil 1                 | Better Living Through Morganite, Part 1 | 19. Feb. 1995        | 28. Jan. 1996                         | Jim Charleston        | P.K. Simonds |
| 13     | Der Stein der Zukunft, Teil 2                 | Better Living Through Morganite, Part 2 | 26. Feb. 1995        | 4. Feb. 1996                          | Frank De Palma        | P.K. Simonds |
| 14     | Hilferuf aus der Vergangenheit                | Grendlers in the Myst                   | 5. März 1995         | 11. Feb. 1996                         | Janet Davidson        | Heather MacGillvray & Linda Mathious                                                                               |
| 15     | Traumbotschaften                              | The Greatest Love Story Never Told      | 12. März 1995        | 18. Feb. 1996                         | James Frawley         | Mark Levin & Jennifer Flackett                                                                                     |
| 16     | Die Spinnenhöhle                              | Brave New Pacifica                      | 26. März 1995        | 25. Feb. 1996                         | Joe Napolitano        | Carol Flint |
| 17     | Die kalte Gefahr                              | After the Thaw                          | 2. Apr. 1995         | 3. März 1996                          | Michael Grossman      | Théo Cohan |
| 18     | Der König der Terrianer                       | The Boy Who Would Be Terrian King       | 23. Apr. 1995        | 10. März 1996                         | Jim Charleston        | Heather MacGillvray & Linda Mathious                                                                               |
| 19     | Die Gewissensfrage                            | Survival of the Fittest                 | 23. Apr. 1995        | 17. März 1996                         | John Harrison         | John Harrison |
| 20     | Ein Planet wird erlöst                        | Flower Child                            | 4. Juni 1995         | 24. März 1996                         | Jim Charleston        | Carl Cramer |
| 21     | Der defekte Chip                              | All About Eve                           | 21. Mai 1995         | 31. März 1996                         | John Harrison         | Robert Crais |

## Besetzung und Synchronisation
| Schauspieler        | Rolle                   | Synchronsprecher   |
| ------------------- | ----------------------- | ------------------ |
| Debrah Farentino    | Devon Adair             | Marietta Meade     |
| Clancy Brown        | John H. Danziger        | Kai Taschner       |
| Sullivan Walker     | Yale                    | Hartmut Reck       |
| Jessica Steen       | Dr. Julia Heller        | Katharina Lopinski |
| Julius J. Carry III | Hal Firestein           |                    |
| Rebecca Gayheart    | Bess Martin             | Katrin Fröhlich    |
| John Gegenhuber     | Morgan Martin           | Tobias Lelle       |
| Joey Zimmerman      | Ulysses Adair           |                    |
| J. Madison Wright   | True Danziger           |                    |
| Antonio Sabàto Jr.  | Alonzo Solace           | Oliver Mink        |
| Walter Norman       | Walman                  |                    |
| Marcia Magus        | L. Magus                | Ute Bronder        |
| Tierre Turner       | Zero                    | Thomas Reiner      |
| Kirk Trutner        | Cameron                 |                    |
| Rockmond Dunbar     | Baines                  | Andreas Neumann    |
| Fredrick Lopez      | Mazatl                  |                    |
| Terry O’Quinn       | Reilly                  |                    |
| Deneille Fisher     | Denner                  |                    |
| Tim Curry           | Gaal                    | Frank Engelhardt   |
| Richard Bradford    | Cmdr. Broderick O’Neill | Fred Maire         |

## Hintergründe
Es befinden sich einige Anspielungen auf die Roanoke-Kolonie wieder. Danzigers Arbeitsjacke trägt die Kennzeichnung VA-1587: die Postkennung Virginias und das Jahr an dem die Kolonie erneut aufgesucht wurde; seine Tochter trägt einen Aufnäher, auf dem Roanoke steht. Auch die Handlung ist an die Siedlertrecks in Richtung Westen angelehnt.
Der lebendige Planet nimmt Bezug auf die Gaia-Hypothese.